# Sagopxi
Sagopxi (rus: Сагопши; ingúix: Соагӏапче) és un poble de la República d'Ingúixia, que el 2010 tenia 10.048 habitants i el 2019, de 12.158 habitants.

## Història
El poble fou fundat probablement al segle XIX; No es coneixen detalls. A dos quilòmetres es va fundar un nou assentament amb el nom de "Ach-Borzoi" pels orstchoians (també anomenat Karabulaks), un grup ètnic històric proper als ingush, que anteriorment vivien a la part muntanyosa d'Ingúixia. El 1873 les localitats es van unir amb el nom de "Sagopsxi". En el període de Deportació de la població ingush de 1944 a 1957, el poble es va establir amb osetians i va ser nomenat "Nogzard" ("Nova vida").
Des del conflicte rus-txetxè dels anys noranta, Sagopsxi ha estat esmentat repetidament en relació amb activitats  terroristes. Els germans Chanpasxi i Nurpasxi Kulayev hi vivien abans de participar en la presa d'ostatges de Beslan el 2004. El 24 de maig de 2014 es van trobar set sospitosos de terrorisme a Sagopsxi durant una acció de l' FSB i les forces de seguretat ingush, incloentt-hi Artur Gatagashev, que va néixer a Sagopsxi el 1975 i va ser nomenat el 2013 per Doku Umarow a "Emir" de Ingushetia.